# Kiesterzijl
Kiesterzijl (Fries: Kystersyl of Kiestersyl) is een buurtschap in de gemeenten Waadhoeke en Harlingen in de Nederlandse provincie Friesland. Het is gelegen ten zuidoosten van Herbaijum en ten westen van Franeker, tegen een industrieterrein van Franeker aan. De plaats bestaat uit een mix van boerderijen, huizen en bedrijven.
Kiesterzijl is qua adressering verdeeld tussen Franeker en Herbaijum. Alle huizen en gebouwen hebben Kiesterzijl als straatnaam. Aan deze straat liggen in totaal achttien adressen, waarvan in 2024 zes in Herbaijum, tien in Franeker en twee in Harlingen. De huisnummers in het Franeker deel lopen tot nummer 18 en de huisnummers in het andere deel beginnen bij nummer 50. Van deze achttien adressen liggen er veertien in de plaats Kiesterzijl. De Nieuwe encyclopedie van Fryslân uit 2016 vermeldt Kiesterzijl als een van de buurtschappen van Herbaijum. In het zuiden sluit de weg van de buurtschap Kie aan op de Kiesterzijl. Hier is de weg onderdeel van de Slachtedijk. Hier liggen de twee adressen met Harlingen als woonplaats.
Bij Kiesterzijl ligt een draaibrug over het Van Harinxmakanaal.  .

## De zijl
De Kiesterzijl is vernoemd naar de buurtschap Kie en was de grootste en belangrijkste zijl in de Slachtedijk. De sluisdeuren stonden gewoonlijk open en werden alleen gesloten in tijden van nood, zoals bij hevige storm als het gevaar bestond dat de zeewering het kon begeven en de Slachte als slaperdijk het water moest keren. De zijl was daarom een zogenaamde keersluis of waarborgsluis. De zijl sloot dan het water af van de Harlinger Zijlroede, vanaf 1645 Harlingertrekvaart en vanaf 1939 Van Harinxmakanaal genoemd. 
Aangenomen wordt dat de Kiesterzijl is aangelegd tegelijk met het ontstaan van de oude polder Franeker-Achlum, ergens tussen 1000 en 1200. De naam komt pas in 1511 voor het eerst voor als Keesterzyl. In 1543 zijn de namen Kiesterzyll, Kisterdazyl en Kyesterzyll vastgelegd. In 1664 wordt het Kiesterzyl en vanaf de 19e eeuw Kiesterzijl. De sluis was oorspronkelijk een houten zijl die in 1698 werd vervangen door een stenen exemplaar. In 1837 werd de zijl  vernieuwd en kwamen er drie stroomgaten met in elk stroomgat twee sluisdeuren. Over het middelste stroomgat kwam een draaibrug.
In het kader van de verbetering van het vaarwater Fonejacht-Harlingen kwam de Kiesterzijl een stukje zuidelijker te liggen in het Van Harinxmakanaal. De zijl had nu twee doorvaarten die niet meer met deuren werden afgesloten, maar met een serie lange buizen die in sponningen werden neergelaten. De draaibrug op de middenpijler was uitgerust met grijpers en de brug functioneerde als 'hijskraan' die de buizen van de wal tilde, ze boven de sleuven bracht en ze vervolgens neerliet. Met dit systeem was men bij stormweer niet in staat de doorvaarten tijdig af te sluiten. Daarom werd in 1956 aan de noord- en  zuidkant van de brug een complete takelinrichting aangebracht en daarmee kon men binnen twee uur de doorvaarten met de buizen afsluiten. In 1996 werd deze installatie weggehaald omdat het belang van de Kiesterzijl als noodkering  nauwelijks nog nut had.

## Ontwikkeling
In 1857 werd bij de zijl een steenbakkerij gebouwd. Op dat moment stonden er vier huizen in de nabijheid van de zijl. Een ervan was de brugwachterswoning, in de andere huizen woonden kleine tuinders, gardeniers genoemd. Voor het personeel van de steenbakkerij werden er vijf huizen gebouwd waaronder dat van de meesterknecht (tasker). In 1904 werd een betonfabriek en omstreeks 1917 twee kalkovens gebouwd. De steenbakkerij werd in 1920 afgebroken.
De woningen en bedrijfsgebouwen van de plaats lagen oorspronkelijk aan beide oevers van de Harlinger Trekvaart. Bij de aanleg van het Van Harinxmakanaal werd de bocht bij Kiesterzijl afgesneden (1942) en kwam de plaats voornamelijk ten noorden van het kanaal te liggen. Het aantal inwoners werd in 2017 op 35 geschat. Kiesterzijl heef geen plaatsnaamborden.
Steden, dorpen en gehuchten: Achlum · Baijum · Beetgum · Beetgumermolen · Berlikum · Blessum · Boer · Boksum · Deinum · Dongjum · Dronrijp · Engelum · Firdgum · Franeker · Herbaijum · Hitzum · Klooster-Lidlum · Marssum · Menaldum · Minnertsga · Nij Altoenae · Oosterbierum · Oudebildtzijl · Peins · Pietersbierum · Ried · Ritsumazijl · Schalsum · Schingen · Sexbierum · Sint Annaparochie · Sint Jacobiparochie · Slappeterp · Spannum · Tzum · Tzummarum · Vrouwenparochie · Welsrijp · Westhoek · Wier · Winsum · Zweins

Buurtschappen: Arkens · Bonkwerd · Dijkshoek · Doijum · Fatum · Hatsum · Het Hooghout · Kie · Kiesterzijl · Kingmatille · Klooster Anjum · Koehool · Laakwerd · Lutjelollum · Miedum · Nieuwebildtzijl · Oosterend · Oosthoek · Rewerd (deels) · Roptazijl (deels) · Salverd · Schildum · Sopsum · Stad Niks · Tolsum · Tritzum · Tjeppenboer · Vrouwbuurtstermolen (deels) ·  Weakens · Westerend · Zwarte Haan

Voormalige buurtschappen:Barrum · De Kampen · De Poelen · De Vlaren · Dijksterhuizen · Franjumerburen · Holprijp · Koum · Langwerd · Teetlum · Memerd · War 

Friesland: Steden en dorpen      Nederland: Provincies · Gemeenten
Stad en dorpen: Harlingen · Midlum · Wijnaldum

Buurtschappen: Atjetille ·De Blijnse · IJslumburen · Kiesterzijl (klein deel) · Koetille · Koningsbuurt · Roptazijl (deels) · Saltryp · Voorrijp

Voormalige buurtschappen: Almenum · Luidum · Ungabuurt

Friesland: Steden en dorpen      Nederland: Provincies · Gemeenten